# Снитинский сельский совет (Лубенский район)
Снитинский сельский совет (укр. Снітинська сільська рада) — входит в состав
Лубенского района
Полтавской области
Украины.
Административный центр сельского совета находится в 
с. Снитин.

## Населённые пункты совета
- с. Снитин
- с. Броварки
- с. Ремовка